# 二皮河
二皮河，位于中华人民共和国黑龙江省北部黑河市逊克县境内，是库尔滨河左岸的一条支流。发源于逊克县中部小兴安岭山脉大寿山的东麓，蜿蜒向东北流，至二皮河村右纳支流库斯吐河，继续东北流约20千米后汇入库尔滨河。河流全长77千米，流域面积1089平方千米，畅流期平均流量14.7立方米每秒，年均径流量2.0亿立方米。二皮河上游为小兴安岭山地，森林资源丰富；下游为低山丘陵地带，以种植小麦、大豆为主。